# Coenocharopa
Genre
Coenocharopa est un genre de mollusques gastéropodes terrestres de l'ordre des Stylommatophora et de la famille des Charopidae.

## Liste des espèces
Selon World Register of Marine Species (12 octobre 2019):
- Coenocharopa alata Stanisic, 1990
- Coenocharopa elegans Stanisic, 2010
- Coenocharopa macromphala Stanisic, 1990
- Coenocharopa multiradiata Stanisic, 1990
- Coenocharopa parvicostata Stanisic, 1990
- Coenocharopa sordida Stanisic, 1990
- Coenocharopa yessabahensis Stanisic, 1990

Nom en synonymie
- Coenocharopa sordidus Stanisic, 1990, un synonyme de Coenocharopa sordida Stanisic, 1990